# Dilemma (гурт)
Dilemma — колишній український гурт з Києва, що працював у напрямках хіп-хоп, R'n'B.

## Історія
2002 року на заняттях з брейк-дансу у Києві, Євген та Влад познайомилися з Марією, що викладала вокал. Втрьох вони заснували гурт.
У співпраці з саундпродюсером Віктором Мандрівником 2006 року випущено дебютний альбому «Це наше!». Він складається з 15-ти треків, на три з яких було знято кліпи. Пісню «Літо» гурт виконав з Олегом Скрипкою. Гурт виступав на фестивалі Таврійські ігри.
2007 року гурт випустив російськомовний альбом у стилі латиноамериканського поп-R'n'B. Наступний альбом — «Segnorita».
2009 — гурт записує кліп «Ей, Бейба» у співпраці з «Пара Нормальних».
2009 — колектив залишила солістка Марія Малиш. Після цього гурт записує трек «Дим».
2013 року гурт призупинив свою діяльність, а 2017 року перезапустив її, змінивши формат на склад учасників, додавши саунд-продюсера та нову вокалістку.
У 2018 році гурт бере участь у національному відборі на Євробачення від України з піснею «На паті».
15 березня 2019 року гурт випустив новий альбом під назвою «Шаленій».
18 грудня 2020 року колектив випустив пісню та кліп «Диско Шар», якою завершує свою майже 18-річну історію.

## Склад
Євген Бардаченко (Jay B) навчався в музичній школі в класі гітари. Закінчив Київський національний економічний університет за спеціальністю «Економіка підприємств». Більшу частину життя віддав спорту (фігурне катання, карате і брейк данс).
Влад Філіппов (Майстер) навчався в музичній школі в класі ударних інструментів. Закінчив Київський національний університет (пише дисертацію з вірусології). З семирічного віку катається на гірських лижах, інструктор з веслувального слалому. Разом з Євгеном був учасником танцювального брейк-данс колективу «Back 2 floor». Ведучий музичної передачі «Твій ХіТ» на каналі «Тоніс».
Згодом до гурту приєдналися вокалістка Ніка Маніка та саунд-продюсер Томаш Лукач.

## Дискографія

### Альбоми
- «Це наше!» (2006)
- «Segnorita» (2007)
- «Shalenii» (2019)